# ビル・ダリー
ウィリアム・ジェームス・ダリー (英: William James Dally、1960年8月17日 - ) はアメリカ合衆国の計算機科学者および教育者である。彼はNvidiaの主任科学者兼上級副社長であり、以前はスタンフォード大学とMITで電気工学と計算機科学の教授を務めていた。2021年からは、大統領科学技術顧問評議会（PCAST）のメンバーを務めている。

## マイクロエレクトロニクス
彼はルーティング・ベースのデッドロック回避、ワームホール・ルーティング、リンク・レベルの再試行、仮想チャネル、グローバル・アダプティヴ・ルーティング、および高基数ルーターなどを含む、現代の相互接続ネットワークで使用される多くの技術を開発した。彼は、メッセージ駆動型コンピューティングおよび高速な機能ベースのアドレッシングなどを含む、並列コンピュータにおける通信、同期、および命名のための効率的なメカニズムを開発した。彼は1995年以来、Imagine(グラフィックス、信号、画像処理用)およびMerrimac(科学計算用)などを含む、多数のストリーム・プロセッサを開発してきた。
彼は200を超える論文のほか、共著では教科書『Digital Systems Engineering 』(ジョン・ポールトンと)、および『Principles and Practices of Interconnection Networks 』(ブライアン・トールズと) を出版している。 彼は70件以上の特許を取得している発明者または共同発明者だった。
ある著者は彼の言葉を引用した:「局所参照性は効率性であり、効率はパワーであり、パワーはパフォーマンスであり、パフォーマンスは王様である」。

## キャリア

### ベル研
ダリーはバージニア・テックで電気工学の学士号を取得している。ベル研で働いている間、彼はベルマック32 (初期の32ビット・マイクロプロセッサ)の設計に貢献し、1981年にスタンフォード大学で電気工学の修士号を取得した。その後、1983年から1986年までカリフォルニア工科大学 (カルテック) に通い、1986年に計算機科学の博士号を取得して卒業した。 カルテックで彼はMOSSIMシミュレーション・エンジンとルーティング用集積回路を設計した。カルテック在学中の1983年にはスタック・エレクトロニクスの創設グループの一員だった。

### MIT
1986年から1997年まで、彼は、自身のグループと低オーバーヘッドの同期と通信に重点を置いた並列マシンであるJマシンとMマシンを構築したMITで教鞭をとった。MIT時代に、Cray T3DおよびCray T3Eスーパーコンピューターの設計開発に協力したと彼は主張している。彼はスタンフォード大学工学部のウィラード・R.とイネス・カー・ベル教授(the Willard R. and Inez Kerr Bell Professor)、そしてスタンフォード大学計算機科学学部の学部長に就任した。彼はNvidiaに移るまで12年間学部長を務めた。 ダリーの企業関与には、1989年以来クレイ・リサーチでのさまざまなコラボレーションが含まれる。彼は1997年からAvici Systemsでインターネット・ルーターの仕事に従事し、1999年から2003年にLSI Logicに買収されるまでVelio Communicationsで最高技術責任者を務め、Stream Processors, Inc.の創設者兼会長であり、それが倒産するまで務めた。

### NvidiaおよびIEEEフェロー
ダリーは、2002年にAssociation for Computing Machineryのフェローに選出され、同じく2002年にIEEEのフェローに選出された。2003年に初めてNVIDIAのコンサルタントとなり、GeForce 8800 GPUシリーズの開発を支援した。2007年にはアメリカ芸術科学アカデミーの会員に選出された。 2009年1月に、彼はNvidiaの主任科学者に任命された。彼はNvidiaでフルタイムで働きながら、一方スタンフォード大学で12人の大学院生について指導をしていた。彼は現在、Nvidia Researchの主席科学者兼上級副社長を務めている。 Nvidiaのテクノロジーへの多くの貢献の中で、ダリーはまた、複数の波長を利用するマイクロ・リング変調器を使用したGPUおよびコンピューティング・システム用の光インターコネクトもキックスタートした。 これらのシステムは、非常に高帯域幅で、ビットあたりのエネルギーが低い光インターコネクトをGPUに導入することにつながり、またAIコンピューティング効率を大幅に向上させる回線交換型GPUデータセンターにもつながる。 2009年に、彼は高性能相互接続ネットワークと並列コンピュータ・アーキテクチャの設計への貢献により、全米技術アカデミー(の会員)に選出された。 

## 受賞歴
- 2000年 - ACM/SIGARCH モーリス・ウィルクス賞（英語版）
- 2004年 - シーモア・クレイ賞
- 2006年 - IEEEコンピュータソサエティよりチャールズ・バベッジ賞
- 2010年 - ACM/IEEEエッカート・モークリー賞（「相互接続ネットワークと並列コンピュータのアーキテクチャへの顕著な貢献」に対して、）[21]
- 2025年 - クイーンエリザベス工学賞
- 2025年 - ベンジャミン・フランクリン・メダル

## 私生活
ダリーは結婚しており2人の子供がいる。彼は1992年に彼がハンスコム・フィールドからファーミングデールまでセスナ210を操縦していたとき、悪天候の中オイル漏れを起こして飛行機事故に遭ってしまった。彼はロングアイランド湾に不時着を余儀なくされ、救助ヨットによって救出された。

## 著作物
- Dally, William J.; Harting, Curtis (2012). Digital Design: A Systems Approach. Cambridge University Press. ISBN 978-0-521-19950-6
- Dally, William J.; Towles, Brian (2004). Principles and Practices of Interconnection Networks. Elsevier. ISBN 978-0-12-200751-4
- Dally, William J.; Poulton, John W. (1998). Digital Systems Engineering. Cambridge University Press. ISBN 978-0-521-59292-5